# Station Niechanowo
Station Niechanowo is een spoorwegstation in de Poolse plaats Niechanowo.